# Igrejinha (Brazilië)
Igrejinha is een gemeente in Brazilië. Zij ligt in de staat van Rio Grande do Sul. De gemeente telt 31.389 inwoners (schatting 2006).

## Oktoberfest

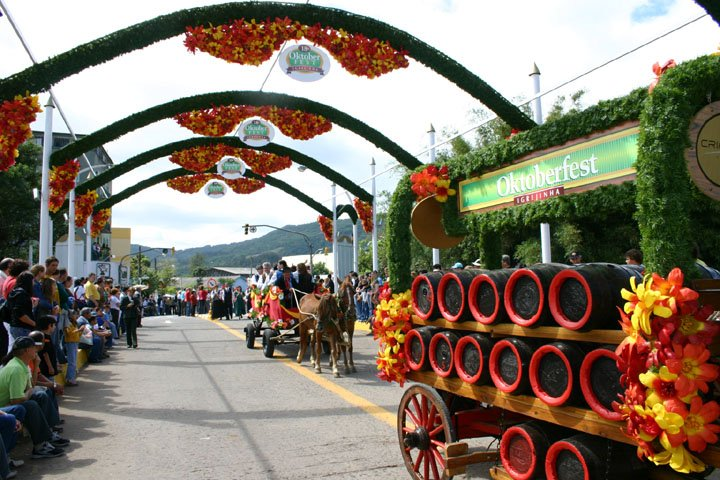
Oktoberfest in Igrejinha

## Panorama

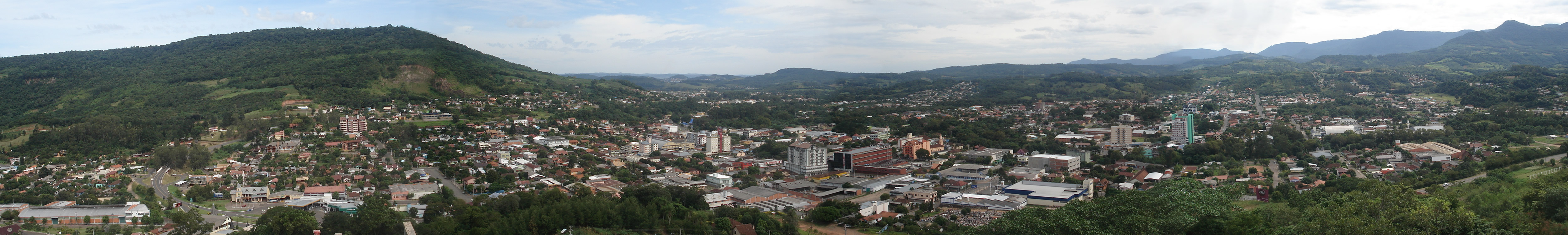
Panoramisch zicht op Centraal-Igrejinha